# Seltisberg
Seltisberg är en ort och kommun i distriktet Liestal i kantonen Basel-Landschaft, Schweiz. Kommunen har 1 318 invånare (2023).